# Waiting for Magic
"Waiting for Magic" är en sång inspelad av svenska popgruppen Ace of Base från debutalbumet Happy Nation.
Singeln hamnade blande de 10 främsta i Sverige och Danmark 1993, men släpptes också i Nederländerna.

## Sångtext
Berättelsen om Snövit används som allegori i låten där protagonisten väntar på "prinsens" ankomst ("Kiss me baby, I am Snow White sleeping in my coffin waiting for you").

## Låtlista
Sverige, maxi-CD
1. Waiting For Magic [Radioversion] 3:31
2. Waiting For Magic [Total Remix 12"] 6:34
3. Waiting For Magic [Total Remix 7"] 3:51
4. Waiting For Magic [Albumversion] 5:14

## Medverkande
- Sång av Linn Berggren, Jenny Berggren, Jonas Berggren och Ulf Ekberg
- Skriven av Jonas Berggren och Ulf Ekberg
- Producerad av Jonas Berggren och Ulf Ekberg
- Slagverk av Tony Pålsson
- Total remix av Ulf Ekberg and Stonestream
- Inspelad i Tuff Studios

## Listplaceringar
| Lista (1993)                | Topplacering |
| --------------------------- | ------------ |
| Danmark (IFPI)              | 2            |
| Sverige (Sverigetopplistan) | 4            |

### Fotnoter
1. ↑  "Waiting for Magic", på diverse singellistor Lescharts.com (Läst 10 april 2008)